# Palmen aus Plastik
Palmen aus Plastik ist das erste Kollaboalbum des deutschen Rappers Bonez MC und des österreichischen Rappers RAF Camora. Es erschien am 9. September 2016 über das Label Auf!Keinen!Fall! als Standard-Edition und als Boxset, inklusive Bonus-EP, Instrumentals und DVD. Am 5. Oktober 2018 wurde das Nachfolge-Album Palmen aus Plastik 2 veröffentlicht, genau sechs Jahre nach dem ersten Teil folgte am 9. September 2022 mit Palmen aus Plastik 3 der finale Teil der Trilogie.

## Hintergrund

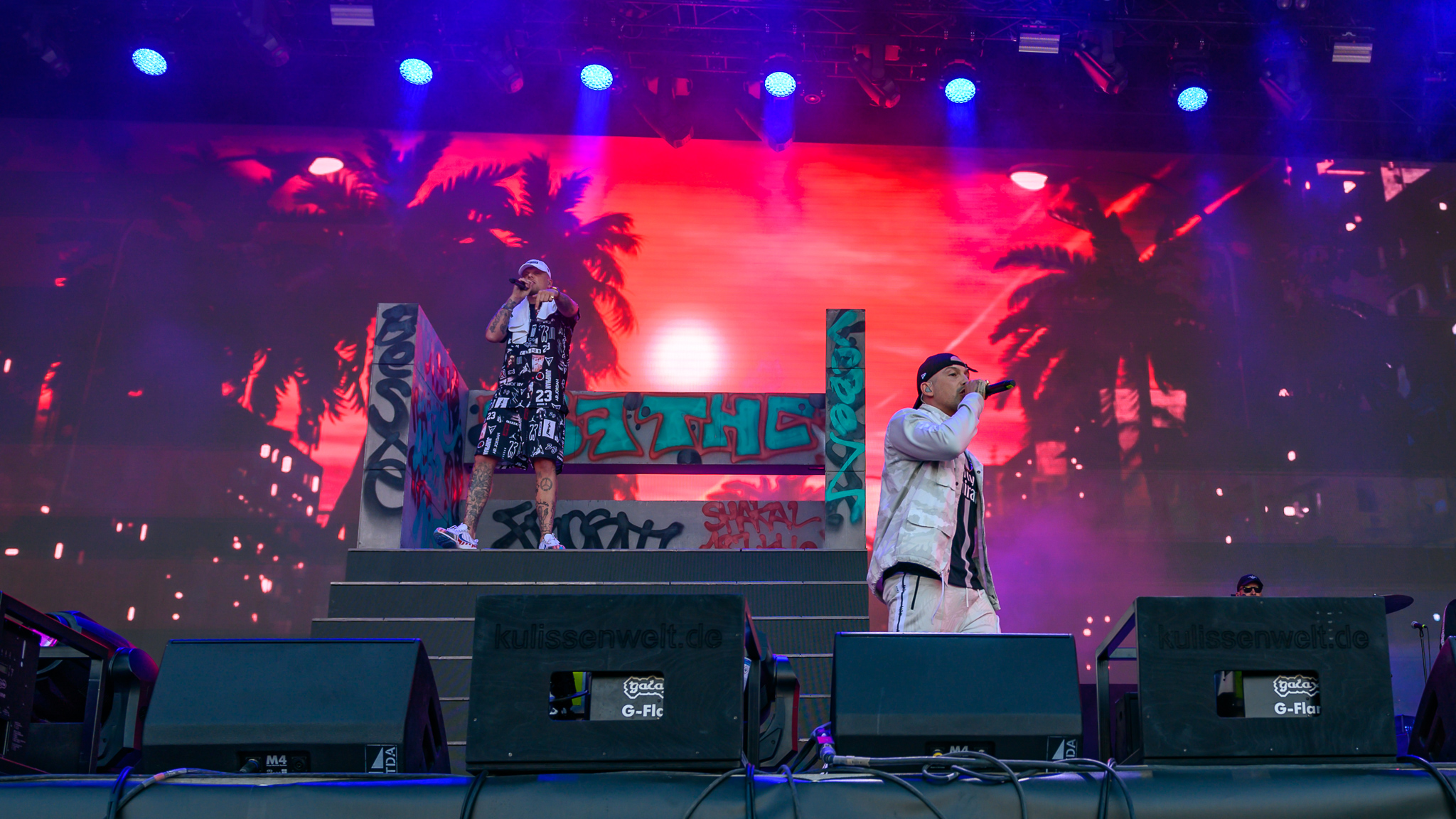
RAF Camora und Bonez MC bei Rock im Park 2019

Nachdem Bonez MC schon auf dem im April 2016 erschienenen Album Ghøst von RAF Camora einen Gastauftritt auf dem Lied Geschichte hatte, kündigten die beiden Rapper auf dem splash!-Festival während eines Auftritts der 187 Strassenbande an, dass sie gemeinsam ein Album herausbringen würden. Die ersten Lieder vom Album wurden während einer Live-Show von RAF Camora ebenfalls präsentiert. Im Juli 2016 wurde die Veröffentlichung offiziell bestätigt und der Albumtitel sowie das Cover bekanntgegeben.
Bonez MC und RAF Camora verfassten Teile des Albums auf einer gemeinsamen Reise nach Jamaika Anfang 2016. Zu drei der im Vorfeld erschienen Singleauskopplungen wurden jeweils Musikvideos veröffentlicht. Das Musikvideo zu Palmen aus Plastik wurde in Hamburg und Berlin, den Wohnorten von Bonez MC und RAF Camora, gedreht. Das Video zu Mörder wurde in der bosnisch-herzegowinischen Stadt Zenica gedreht. Regie führte bei allen Musikvideos Shaho Casado.
RAF Camora erklärte in einem Interview, dass für das Album vor allem Rapper aus dem französischen Raum wie unter anderem Jul, Sch und Booba von großer Inspiration waren. Des Weiteren diente auch die Musik des Pariser Rappers MHD, dessen gleichnamiges Album er „extrem feiert“, als Vorlage für die Produktion.
Der Albumtitel Palmen aus Plastik nimmt Bezug auf die sich im Hamburger Antonipark befindlichen Palmen aus Metall.

## Produktion
Das Album wurde zum Großteil von RAF Camora selbst (9 Songs) produziert. Des Weiteren sind die Musikproduzenten Beataura (4), X-plosive (2), Suigeneris, Irievibrations, Jambeatz und KitschKrieg (je 1) an der Produktion einzelner Lieder beteiligt. Für die Produktion der gesamten Bonus-EP (5 Tracks) war das Produzententeam KitschKrieg verantwortlich.
Das gesamte Album wurde von Nuri Singör gemixt, für das Mastering von Palmen aus Plastik war der Berliner Tontechniker Lex Barkey verantwortlich.

## Covergestaltung
Das Albumcover zeigt Bonez MC und RAF Camora, die vor einer Treppe am Strand von Barcelona (⊙) stehen. Links und rechts im Bild sind Palmen zu sehen und oben blauer Himmel.

## Gastbeiträge
Auf acht Liedern des Albums sind neben den Protagonisten weitere Künstler vertreten. So hat der Rapper Gzuz zwei Gastauftritte in den Songs Mörder und Skimaske, während der Dancehall-Musiker Trettmann auf den Stücken Vaporizer und Daneben zu hören ist. Ohne mein Team ist eine Kollaboration mit dem Rapper Maxwell und auf Killa tritt der Reggae-Künstler D-Flame in Erscheinung. Der Titel Attackieren stellt eine Zusammenarbeit mit dem Rapper Hanybal dar und auf Evil ist der jamaikanische Dancehall-Künstler Tommy Lee Sparta vertreten. Außerdem ist Trettmann auf den fünf Liedern der Bonus-EP zu hören, wobei auf dem Song Bei Nacht zusätzlich Bausa einen Gastbeitrag hat.

## Titelliste
| #  | Titel                | Gastmusiker      | Produzent(en)        | Länge |
| -- | -------------------- | ---------------- | -------------------- | ----- |
| 1  | Intro                |                  | RAF Camora           | 0:39  |
| 2  | Ciao Ciao            |                  | RAF Camora           | 2:34  |
| 3  | Palmen aus Plastik   |                  | RAF Camora, Beataura | 3:05  |
| 4  | Mörder               | Gzuz             | RAF Camora, Beataura | 3:35  |
| 5  | Ohne mein Team       | Maxwell          | RAF Camora           | 3:09  |
| 6  | Erblindet            |                  | Beataura             | 3:10  |
| 7  | Evil                 | Tommy Lee Sparta | RAF Camora           | 5:42  |
| 8  | Attackieren          | Hanybal          | X-plosive            | 4:02  |
| 9  | Killa                | D-Flame          | Suigeneris           | 2:36  |
| 10 | Ruhe nach dem Sturm  |                  | RAF Camora           | 3:15  |
| 11 | Vaporizer            | Trettmann        | Beataura             | 3:52  |
| 12 | Dankbarkeit          |                  | Irievibrations       | 3:29  |
| 13 | Skimaske             | Gzuz             | RAF Camora, Jambeatz | 2:27  |
| 14 | Cabriolet            |                  | X-plosive            | 3:34  |
| 15 | Daneben              | Trettmann        | KitschKrieg          | 3:44  |
| 16 | Intro (Long Version) |                  | RAF Camora           | 0:50  |

Bonus-EP des Boxsets:
| # | Titel               | Gastmusiker      | Produzent(en) | Länge |
| - | ------------------- | ---------------- | ------------- | ----- |
| 1 | Wieder in der Stadt | Trettmann        | KitschKrieg   | 3:44  |
| 2 | Zwirn               | Trettmann        | KitschKrieg   | 4:14  |
| 3 | Bei Nacht           | Bausa, Trettmann | KitschKrieg   | 3:35  |
| 4 | Wie wir rollen      | Trettmann        | KitschKrieg   | 3:57  |
| 5 | Selecta             | Trettmann        | KitschKrieg   | 4:12  |

+ Instrumentals zu allen Liedern

## Chartplatzierungen und Singles
Palmen aus Plastik stieg am 16. September 2016 auf der Spitzenposition in die deutschen Charts ein und konnte sich mit Unterbrechungen 129 Wochen in den Top 100 halten, davon sieben Wochen in den Top 10, womit es zu den am längsten platzierten Alben zählt. RAF Camora und Bonez MC erreichten jeweils das zweite Mal in ihrer Karriere die Spitze der deutschen Albumcharts. Auch in der Schweizer Hitparade erreichte das Album am 18. September 2016 die Chartspitze und konnte sich insgesamt 19 Wochen in den Charts platzieren. Für beide Interpreten ist es das erste Nummer-eins-Album in den Schweizer Albumcharts. Am 25. September 2016 stieg das Album auf Rang zwei in die Ö3 Austria Top 40 ein, dort konnte es sich 173 Wochen in der Hitparade halten.
Des Weiteren konnte sich das Album zwei Wochen an der Chartspitze der deutschen deutschsprachigen Albumcharts platzieren. Auch erreichte Palmen aus Plastik die Chartspitze der deutschen Hip-Hop-Charts, an der es sich fünf Wochen halten konnte, insgesamt war das Album 136 Wochen in den deutschen Hip-Hop-Charts vertreten.
In den deutschen Albumcharts des Jahres 2016 belegte es Position 12, in Österreich Platz 67 sowie in der Schweiz Platz 74. In den deutschen HipHop-Jahrescharts 2016 erreichte Palmen aus Plastik die Spitzenposition. Auch in den Album-Jahrescharts 2017 und 2018 war Palmen aus Plastik noch auf Rang 51 bzw. 81 vertreten.
| ChartsChartplatzierungen | Höchstplatzierung | Wochen |
| ------------------------ | ----------------- | ------ |
| Deutschland (GfK)        | 1 (129 Wo.)       | 129    |
| Österreich (Ö3)          | 2 (173 Wo.)       | 173    |
| Schweiz (IFPI)           | 1 (19 Wo.)        | 19     |

| ChartsJahrescharts (2016) | Platzierung |
| ------------------------- | ----------- |
| Deutschland (GfK)         | 12          |
| Österreich (Ö3)           | 67          |
| Schweiz (IFPI)            | 74          |

| ChartsJahrescharts (2017) | Platzierung |
| ------------------------- | ----------- |
| Deutschland (GfK)         | 51          |

| ChartsJahrescharts (2018) | Platzierung |
| ------------------------- | ----------- |
| Deutschland (GfK)         | 81          |

Das erste Musikvideo zum Titeltrack Palmen aus Plastik wurde am 14. Juli 2016 veröffentlicht. Das Lied erschien einen Tag später als Single zum Download und erreichte Platz 10 in den deutschen Singlecharts, in Österreich Rang 51 sowie in der Schweiz Platz 66. Die zweite Auskopplung Ruhe nach dem Sturm erschien am 22. Juli und belegte Rang 42 der deutschen Charts. Am 19. August folgte die dritte Single Mörder mit Musikvideo, die Position 20 in Deutschland bzw. 67 in Österreich erreichte Am 1. September wurde der Song Dankbarkeit im Rahmen der „Get-Out-The Bed“-Playlist von Uptowns Finest, einem Podcast, angespielt. Die vierte Single inkl. Musikvideo Ohne mein Team wurde am 6. September 2016 unangekündigt veröffentlicht und konnte Platz sieben in den deutschen Charts belegen. In Österreich und der Schweiz erreichte das Lied Rang 43 bzw. 58 der Hitparade. Zudem stiegen alle Lieder der Standard-Edition nach Veröffentlichung des Albums aufgrund hoher Einzeldownloads und Streams in die Top 100 der deutschen Singlecharts ein. Am 26. September 2016 wurde zusätzlich ein Video zum Track Attackieren veröffentlicht.
Für mehr als eine Million verkaufte Exemplare wurde die Single Palmen aus Plastik in Deutschland mit einer Diamantenen Schallplatte ausgezeichnet, während Ohne mein Team Vierfach-Platinstatus für über 1,6 Millionen Verkäufe erhielt. Die Lieder Ruhe nach dem Sturm und Attackieren erreichten für jeweils über 200.000 Verkäufe eine Goldene Schallplatte, Mörder für über 600.000 verkaufte Einheiten dreifachen Goldstatus. In Österreich wurde Ohne mein Team darüber hinaus mit Gold für mehr als 15.000 Verkäufe ausgezeichnet.

## Verkaufszahlen und Auszeichnungen
In Deutschland erhielt das Album für mehr als 400.000 verkaufte Einheiten eine Doppelplatin-Schallplatte und in Österreich für über 15.000 Verkäufe eine Platin-Schallplatte.
| Land/Region        | Auszeichnungen für Musikverkäufe (Land/Region, Auszeichnung, Verkäufe) | Verkäufe |
| ------------------ | ---------------------------------------------------------------------- | -------- |
| Deutschland (BVMI) | 2× Platin                                                              | 400.000  |
| Österreich (IFPI)  | Platin                                                                 | 15.000   |
| Insgesamt          | 3× Platin ·                                                            | 415.000  |

## Rezeption
| Professionelle Bewertungen | Professionelle Bewertungen |
| -------------------------- | -------------------------- |
| Kritiken                   |                            |
| Quelle                     | Bewertung                  |
| laut.de                    | [ 19 ]                     |
| rappers.in                 | [ 20 ]                     |
| Backspin                   | [ 21 ]                     |

Palmen aus Plastik erhielt durchgehend positive Kritiken:
Jan Ehrhardt von der Internetseite laut.de bewertete Palmen aus Plastik mit vier von möglichen fünf Punkten. Das Album liefere „endlich guten deutschsprachigen Dancehall“. Beide Künstler „ballern in gewohnter Manier über präzise ausproduzierte Beats“ und ihnen gelinge „mit weiten Teilen der Platte Geschichtsträchtiges: Nie flowten deutschsprachige Artists auf Dancehall-Riddims so gut. Nie waren die Produktionen auf einer deutschsprachigen Dancehall-Platte so on point“. Auch die Gastbeiträge von Tommy Lee Sparta, Gzuz, Maxwell, Hanybal, D-Flame und Trettmann werden gelobt.
Franz Xaver Mauerer von rappers.in gab Palmen aus Plastik vier von möglichen sechs Punkten. Das Album sei „durchdacht und stimmig“ und liefere auf „konstantem Niveau“ ab.
Auf rap.de erhielt der Tonträger ebenfalls eine positive Bewertung. Die Lieder seien sehr „vielfältig und aufregend“ und das Album habe „alle noch so hoch gesteckten Erwartungen übertroffen“. Es schicke den Hörer „auf eine Reise, um deutschen Dancehall neu zu erfinden: Catchy Hooks treffen auf düstere Sounds, unglaublich starke Produktion, Gangster-Attitüde on Point, Urlaubsflair, Hurricanes und Flutlicht-Sonne“.
Bei den Hiphop.de Awards 2016 gewann das Album in der Kategorie „Bestes Release national“ und bei den Juice Awards im selben Jahr in der Kategorie „Bestes Album national“. Zudem erreichten beide Interpreten bei den Hiphop.de Awards 2016 mit der Single Palmen aus Plastik in der Kategorie „Bester Song national“ den zweiten Platz und wurden mit dem Musikvideo zu Palmen aus Gold in der Kategorie „Bestes Video national“ sowie als „Beste Gruppe national“ ausgezeichnet. Des Weiteren waren Bonez MC und RAF Camora bei der Echoverleihung 2017 mit dem Album in der Kategorie „Hip-Hop/Urban national“ nominiert.

## Tannen aus Plastik
Am 16. Dezember 2016 wurde das Album unter dem Titel Tannen aus Plastik (auch Palmen aus Plastik – Winteredition) wiederveröffentlicht. Zusätzlich zum regulären Palmen aus Plastik-Album sind in dem limitierten Box-Set fünf weitere Songs von Bonez MC und RAF Camora, sowie die EP Safari von Maxwell, die 187 Allstars EP der 187 Strassenbande und die DVD Palmen aus Plastik – live in Stuttgart enthalten.
Die Produktion dieser insgesamt 15 Tracks übernahmen RAF Camora, Beataura, Jambeatz sowie der Produzent Hamudi aus dem Produktionsteam The Royals.

### Titellisten
Tannen aus Plastik (fünf Zusatzsongs) von Bonez MC & RAF Camora:
| # | Titel           | Gastmusiker | Produzent(en)      | Länge |
| - | --------------- | ----------- | ------------------ | ----- |
| 1 | Palmen aus Gold |             | Beataura           | 3:21  |
| 2 | An ihnen vorbei |             | RAF Camora, Hamudi | 3:20  |
| 3 | Skandale        | Gzuz        | RAF Camora, Hamudi | 3:14  |
| 4 | Atramis         | Bausa       | RAF Camora         | 2:56  |
| 5 | Verräter        |             | RAF Camora         | 3:47  |

Safari (EP) von Maxwell:
| # | Titel          | Gastmusiker          | Produzent(en)      | Länge |
| - | -------------- | -------------------- | ------------------ | ----- |
| 1 | Hakuna Matata  |                      | RAF Camora         | 2:24  |
| 2 | Safari         | RAF Camora, Bonez MC | RAF Camora, Hamudi | 2:38  |
| 3 | Spielplatz     | Bonez MC             | RAF Camora, Hamudi | 2:35  |
| 4 | Hochspannung   | RAF Camora           | RAF Camora         | 2:22  |
| 5 | Goldene Zeiten |                      | RAF Camora         | 2:23  |

187 Allstars EP von 187 Strassenbande:
| # | Titel          | Künstler                             | Produzent(en)      | Länge |
| - | -------------- | ------------------------------------ | ------------------ | ----- |
| 1 | 10 Jahre       | Gzuz, LX, Bonez MC, Maxwell, Sa4     | Jambeatz           | 3:47  |
| 2 | Großes Kaliber | Bonez MC, Gzuz feat. Kontra K        | RAF Camora, Hamudi | 3:04  |
| 3 | Wieder vereint | LX, Maxwell                          | Jambeatz           | 2:32  |
| 4 | Meine Sprache  | Gzuz, Bonez MC, Sa4 feat. RAF Camora | Beataura           | 4:00  |
| 5 | Lebenslauf     | Bonez MC, Gzuz                       | Beataura           | 3:27  |

### Chartplatzierungen und Singles
Infolge der Veröffentlichung der Winteredition stieg das Album Palmen aus Plastik von Platz 34 auf Rang zwei der deutschen Charts, da die Verkäufe beider Alben zusammen gewertet werden. Zudem erreichten die 187 Allstars EP und die EP Safari die Positionen 52 bzw. 65 in den Albumcharts. Auch in Österreich und der Schweiz konnten sich die beiden EPs in der Hitparade platzieren.
Aus Tannen aus Plastik wurde am 24. November 2016 der Song Palmen aus Gold ausgekoppelt, der Platz sieben der deutschen Singlecharts erreichte. Am 12. Dezember 2016 erschien das Lied An ihnen vorbei als weitere Single, die Rang acht belegte. Zudem stiegen, bis auf den Track Hochspannung, alle Lieder der EPs nach Veröffentlichung aufgrund hoher Einzeldownloads und Streams in die Top 100 der deutschen Charts ein. Des Weiteren wurde am 29. Dezember 2016 wurde ein Musikvideo zu 10 Jahre veröffentlicht.
Die Songs 10 Jahre, Atramis, Skandale und Spielplatz wurden in Deutschland für über 200.000 Verkäufe mit einer Goldenen Schallplatte ausgezeichnet. Zudem erhielten die Lieder An ihnen vorbei, Palmen aus Gold und Safari für mehr als 400.000 verkaufte Einheiten eine Platin-Schallplatte.